# Steffen Mengel
Steffen Mengel (Siegen, Noordrijn-Westfalen, West-Duitsland, 2 augustus 1988) is een Duits professioneel tafeltennisser. Hij speelt rechtshandig met de shakehand-grip.

## Belangrijkste resultaten
- Zilver met het team op de wereldkampioenschappen 2014.
- Zilver met het team op de Europese kampioenschappen 2014.